# Жуниньо, Рафаэл
Рафаэл Батиста да Силва Жуниор (порт.-браз. Rafael Batista da Silva Junior; род. 2 июля 2006, Перуиби, Сан-Паулу) — бразильский футболист, вингер клуба «МЛ Витебск».

## Карьера
Воспитанник футбольной академии бразильского клуба «Коринтианс». В 2017 году также занимался футболом в бразильском клубе «Жабакуара». В 2022 году начал выступать за молодёжную команду «Коринтианса». В марте 2025 года на правах свободного агента присоединился к белорусскому клубу «МЛ Витебск», подписав контракт до конца сезона. Дебютировал за клуб 29 марта 2025 года в матче против дзержинского «Арсенала», выйдя на поле в стартовом составе. В своём следующем матче 4 апреля 2025 года против брестского «Динамо» отличился своим дебютным забитым голом. По итогу полуфинальных матчей Кубка Беларуси вместе с клубом уступили жодинскому «Торпедо-БелАЗ», завершив выступление на турнире.

## Международная карьера
В апреле 2022 года футболист получил вызов в юношескую сборную Бразилии до 16 лет. Дебютировал за сборную футболист 9 апреля 2022 года в матче против сборной Уэльса, выйдя на поле в стартовом составе. Дебютным забитым голом за сборную футболист отличился 11 апреля 2022 года в матче против сборной Испании.